# Stensättra
Stensättra Fornborg (letteralmente la Fortezza di Collina di Stensättra) è un'antica fortezza di collina risalente a circa 2000 anni fa, situata a sud di Flemingsbergviken, nel comune di Huddinge (nella periferia sud di Stoccolma). La fortezza si trova nella riserva naturale della foresta di Flemingsberg. 

## Descrizione
Il nome Stensättra deriva da "sten" che significa "luogo fortificato", e il toponimo Stensättra era già usato nel 1460 nella variante "stensaetre". 
La fortificazione è una delle meglio conservate tra le otto fortezze conosciute nel comune di Huddinge, risalenti all'età del ferro. Si trova in cima a un altopiano da cui si vede l'intero Flemingsberviken e il lago di Orlången. La presenza di un'ampia vista sulle vie d'acqua e, da sud, sull'antica via attraverso la valle rivela che la fortezza è stata fondata per sorvegliare la zona. Nella valle sottostante sono visibili dei resti di fondamenta dell'antico villaggio di Stensättra, situato nei campi in prossimità del corso d'acqua, sulla cui costa si trova un antico luogo di sepoltura sempre risalente all'eta del ferro.
Le dimensioni della fortezza sono all'incirca 160 x 130 metri. Il forte era protetto ad est, ovest e sud da dei precipizi, mentre il lato nord aveva delle doppie mura in pietra secca che sono ancora ben conservate. Il muro interno che è largo circa 4-6 metri ed alto tra gli 0,7 ed 1,5 metri è composto da pietre di circa 30-40 cm. Il doppio muro a nord delimita inoltre una parte inferiore di circa 15 x 40 metri, situata sotto il vero e proprio cortile della fortezza. Le mura, che complessivamente si stima essere lunghe circa 130 metri, sono principalmente disposte in direzione est-ovest. Probabilmente una palizzata di legno si trovava in cima alla cinta muraria per un'ulteriore protezione.
Sul lato nord si trova infine, a fianco di una roccia, un'entrata chiaramente segnata, e sotto la roccia vi è uno spazio largo a sufficienza per essere usato come guardiola. Nelle immediate vicinanze passava anche la vecchia strada che portava alla chiesa di Huddinge.

## Galleria d'immagini

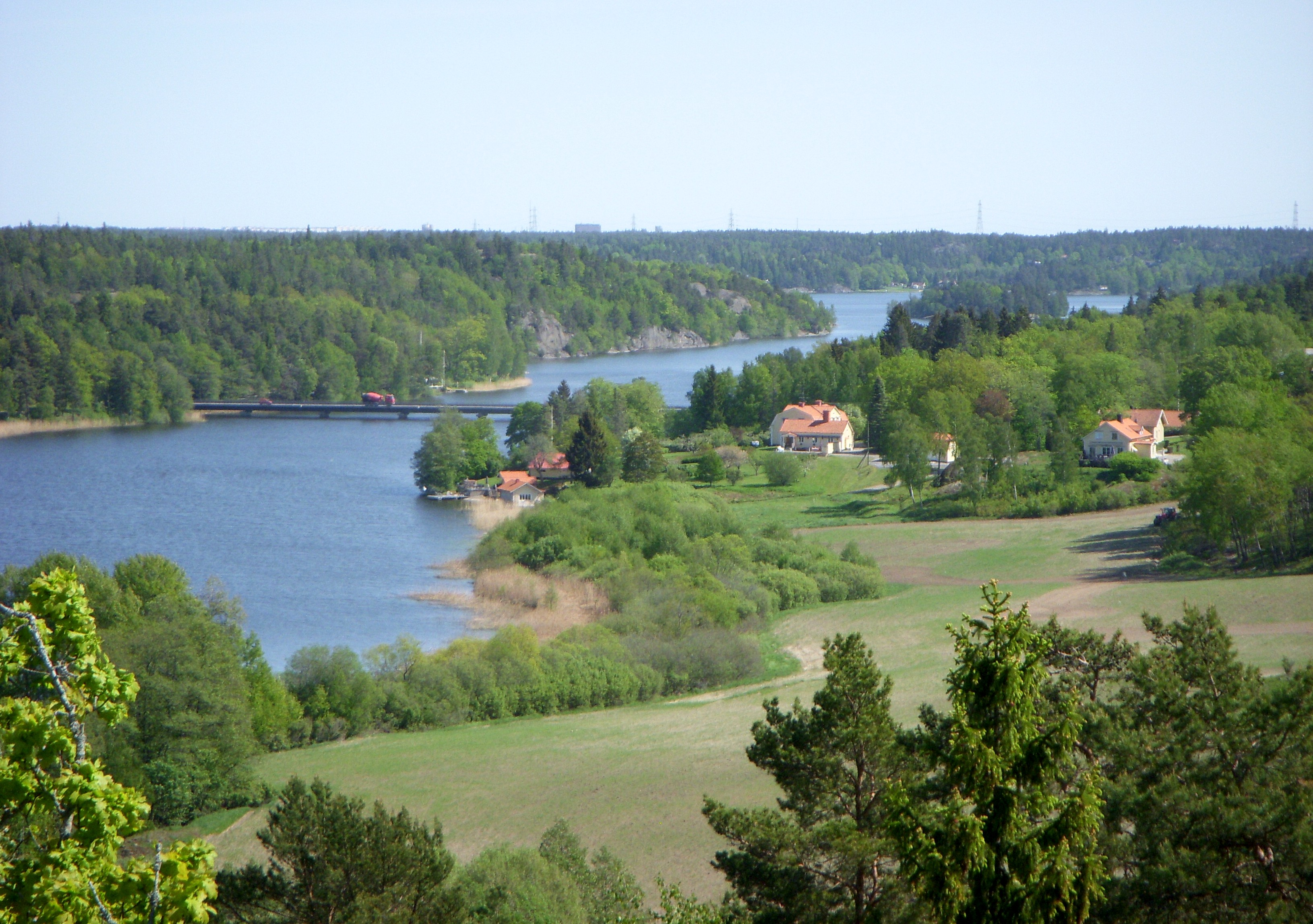
Vista da Stensättra
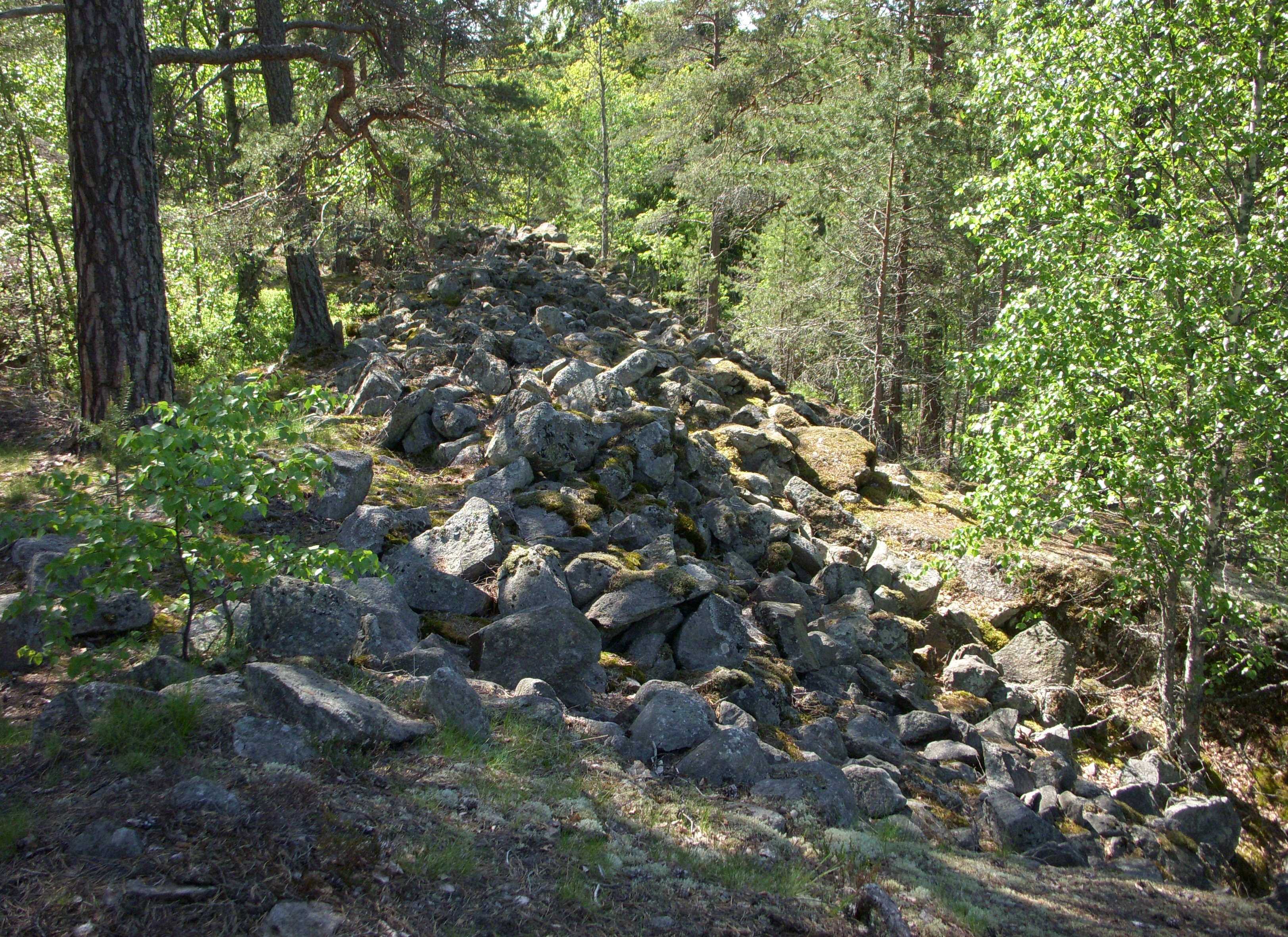
Resti delle mura